# Viricelles
Viricelles là một xã trong tỉnh Loire miền trung nước Pháp.